# Манглай-Субе
Манглай-Субе («Передовая часть» или «Южная сторона», в переводе Мирзы Мухаммада Хайдара — «Солнечная сторона») — территориально-политическое образование, включавшее южную часть Могулистана с городами Кашгар, Яркенд, Хотан, Касан, Андижан, Аксу и др., то есть юго-запад Семиречья вместе с областями Восточного Туркестана от Ферганы до Кучи и Черчена. По отношению к данной территории в литературе часто используется термин Кашгария. Область Манглай Субе возникла в 1-й половине XIII века в качестве удела, пожалованного, по утверждению Мирзы Мухаммада Хайдара, ханом Чагатаем племени дуглат.
Первым правителем Манглай-Субе, очевидно, был дуглатский амир Уртубу (Урту-Бораку), получивший от Чагатая семь феодальных привилегий (барабан, знамя тумена (туман туг), право являться с оружием в ханское собрание, место во главе ханского дивана и др.). Его потомки, Уртубиды, играли ведущую роль в данном регионе вплоть до 1533 года, когда Туглуктимуриды, возведенные ими на престол Могулистана, окончательно освободились от их опеки.
К 1347 году дуглатская знать во главе с амиром Пуладчи (Буладжи), внуком амира Уртубу, воспользовавшись ослаблением ханской власти и междоусобицами в Чагатайском улусе, решила создать на территории Манглай-Субе полностью независимое государство. Для этих целей Пуладчи (Буладжи) отыскал у ойратов в Кульджинскм крае оглана-чагатаида Туглук-Тимура, привез его в 1347/1348 году в Аксу и провозгласил ханом независимого ханства Могулистан. При этом Пуладчи (Буладжи) получил сан улусбеги — высшую административно-распорядительную должность в новом государстве, находясь на которой, он фактически управлял ханством. Его сын улусбеги амир Худайдад (1360—1366, 1390—1425 гг.) продолжал фактически управлять Могулистаном, возводя на престол ханов-туглуктимуридов — за время своего правления он «создал» шестерых ханов (от Хизр-Ходжа-хана до Султан-Увайс-хана).

## Период независимости

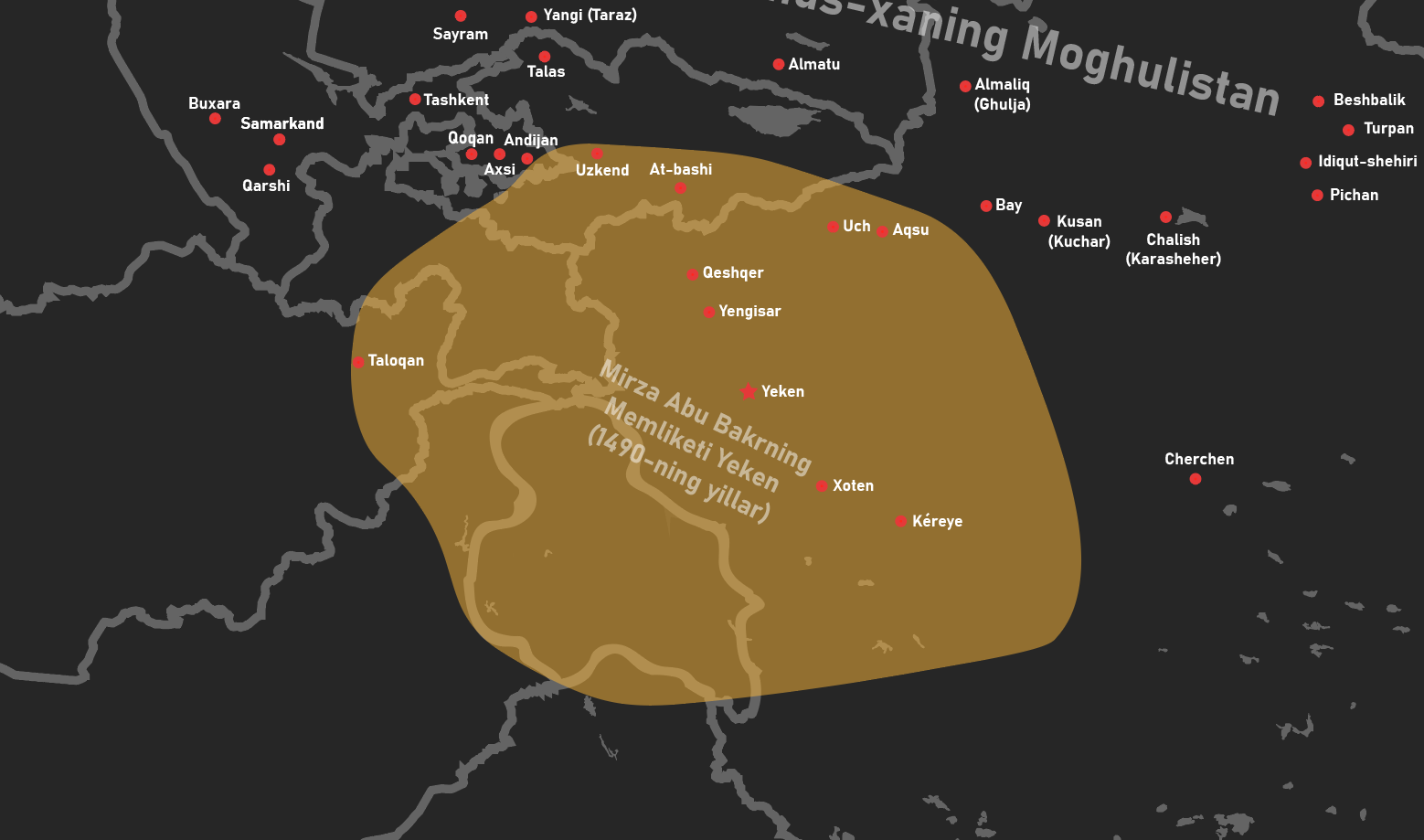
Западная Кашгария, Ош, Узкенд, Нуристан, Кашмир и Бадахшан в составе государства Мирзы Абу Бакра. 1490-е годы

Мирза Абу Бакр установил свою власть над всеми окраинами Кашгарии изгнав оттуда Мухаммада Хайдар мирза и своего брата Умара мирза. Автор исторического труда «Тарихи Рашиди» Мирза Мухаммад Хайдар Дуглат также сообщает о том что со стороны Абу Бакра совершались набеги на территорию Могулистана и то что после этого:
«…ни один могол не мог больше оставаться в Моголистане, все моголы бежали в разные стороны из за жестокости его воинов…»
Укрепив крепость в Яркенде эмир Мирза Абу Бакр сделал его своим стольным городом и далее присоединил к своим владениям все города западной Кашгарии такие как Аксу, Уч, Янгихисар, Яркенд, Хотан и Кашгар, а также города Ферганской долины Узкенд и Ош вместе с территориями Бадахшана, Нуристана и Кашмира.
Мирза Абу Бакр успешно отражал атаки могульского хана Йунуса и его сына Султана Ахмад Хана (Алача) в результате чего сохранял независимость от туглуктимуридов в течение 48 лет пока в 1514 году Султан Саид Хан с пятитысячным войском не вернул Кашгарию под власть чагатаидских ханов.

## Амиры Манглай-Субе из рода дуглатов
- Пуладчи (Буладжи) 1347—1360 гг.
- Худайдад (1353—1433 гг.), сын Пуладчи, 1360—1366, 1390—1425 гг.
- Камар ад-Дин (ум. ок. 1392 г.) - брат Пуладчи, 1366—1390 гг.
- Сайид Али, сын Сайид Ахмад-мирзы, сына Худайдада, 1433—1457 гг.
- Саниз-мирза, сын Сайида Али, 1457—1464 гг.
- Мухаммад Хайдар, сын Сайида Али, 1464—1480 гг.
- Аба Бакр-мирза, сын Саниз-мирзы, 1480—1514 гг.
- Сайид Мухаммад-мирза, сын Мухаммада Хайдара, 1514—1533 гг.